# Wrestle-1 Result Championship
Le Wrestle-1 Result Championship est un championnat de catch utilisé par la Wrestle-1 (W-1). Il fut introduit le 22 février 2017, où Koji Doi a battu Hiroki Murase en finale d'un tournoi pour couronner le premier champion.

## Historique des règnes
Le 8 janvier 2017, la Wrestle-1 (W-1) annonce la création du championnat Result ainsi que l'organisation d'un tournoi pour désigner le premier champion. Ce championnat vise à mettre en valeur les jeunes catcheurs de la W-1. Des catcheurs de la Pro Wrestling ACE et Masayuki Mitomi de l'Ehime Puroresu participent aussi à ce tournoi. Koji Doi est le vainqueur de ce tournoi le 22 février après sa victoire sur Hiroki Murase en finale.
|  | Quarts de finale   | Quarts de finale   | Quarts de finale   | Quarts de finale   |           |           | Demi-finales  | Demi-finales  | Demi-finales  | Demi-finales  |  |  | Finale        | Finale        | Finale        | Finale        |
|  |                    |                    |                    |                    |           |           |               |               |               |               |  |  |               |               |               |               |
|  | Le 15 janvier 2017 | Le 15 janvier 2017 | Le 15 janvier 2017 | Le 15 janvier 2017 |           |           | Le 22 février | Le 22 février | Le 22 février | Le 22 février |  |  | Le 22 février | Le 22 février | Le 22 février | Le 22 février |
|  | Le 15 janvier 2017 | Le 15 janvier 2017 | Le 15 janvier 2017 | Le 15 janvier 2017 |           |           | Le 22 février | Le 22 février | Le 22 février | Le 22 février |  |  | Le 22 février | Le 22 février | Le 22 février | Le 22 février |
|  | Koji Doi           | Koji Doi           | Tombé              | Tombé              |           |           | Le 22 février | Le 22 février | Le 22 février | Le 22 février |  |  | Le 22 février | Le 22 février | Le 22 février | Le 22 février |
|  | Koji Doi           | Koji Doi           | Tombé              | Tombé              |           |           | Le 22 février | Le 22 février | Le 22 février | Le 22 février |  |  | Le 22 février | Le 22 février | Le 22 février | Le 22 février |
|  | Masayuki Mitomi    | Masayuki Mitomi    | 12:37              | 12:37              |           |           | Le 22 février | Le 22 février | Le 22 février | Le 22 février |  |  | Le 22 février | Le 22 février | Le 22 février | Le 22 février |
|  | Masayuki Mitomi    | Masayuki Mitomi    | 12:37              | 12:37              | Koji Doi  | Koji Doi  | Tombé         | Tombé         |               |               |  |  | Le 22 février | Le 22 février | Le 22 février | Le 22 février |
|  | Le 22 janvier      |                    |                    |                    | Koji Doi  | Koji Doi  | Tombé         | Tombé         |               |               |  |  | Le 22 février | Le 22 février | Le 22 février | Le 22 février |
|  |                    |                    | Ganseki Tanaka     | Ganseki Tanaka     | 7:04      | 7:04      |               |               |               |               |  |  | Le 22 février | Le 22 février | Le 22 février | Le 22 février |
|  | Kohei Fujimura     | Kohei Fujimura     | Ganseki Tanaka     | Ganseki Tanaka     | 7:04      | 7:04      | 7:30          | 7:30          |               |               |  |  | Le 22 février | Le 22 février | Le 22 février | Le 22 février |
|  | Kohei Fujimura     | Kohei Fujimura     | Le 22 février      |                    |           |           | 7:30          | 7:30          |               |               |  |  | Le 22 février | Le 22 février | Le 22 février | Le 22 février |
|  | Ganseki Tanaka     | Ganseki Tanaka     | Tombé              | Tombé              |           |           |               |               |               |               |  |  | Le 22 février | Le 22 février | Le 22 février | Le 22 février |
|  | Ganseki Tanaka     | Ganseki Tanaka     | Tombé              | Tombé              | Koji Doi  | Koji Doi  | Tombé         | Tombé         |               |               |  |  |               |               |               |               |
|  | Le 15 janvier      |                    |                    |                    | Koji Doi  | Koji Doi  | Tombé         | Tombé         |               |               |  |  |               |               |               |               |
|  |                    |                    | Hiroki Murase      | Hiroki Murase      | 24:06     | 24:06     |               |               |               |               |  |  |               |               |               |               |
|  | Kuma Goro          | Kuma Goro          | Hiroki Murase      | Hiroki Murase      | 24:06     | 24:06     | Tombé         | Tombé         |               |               |  |  |               |               |               |               |
|  | Kuma Goro          | Kuma Goro          |                    |                    |           |           |               |               |               |               |  |  |               |               |               |               |
|  | Seigo Tachibana    | Seigo Tachibana    | 9:55               | 9:55               |           |           |               |               |               |               |  |  |               |               |               |               |
|  | Seigo Tachibana    | Seigo Tachibana    | 9:55               | 9:55               | Kuma Goro | Kuma Goro | 12:17         | 12:17         |               |               |  |  |               |               |               |               |
|  | Le 22 janvier      |                    |                    |                    | Kuma Goro | Kuma Goro | 12:17         | 12:17         |               |               |  |  |               |               |               |               |
|  |                    |                    | Hiroki Murase      | Hiroki Murase      | Tombé     | Tombé     |               |               |               |               |  |  |               |               |               |               |
|  | Hiroki Murase      | Hiroki Murase      | Hiroki Murase      | Hiroki Murase      | Tombé     | Tombé     | Tombé         | Tombé         |               |               |  |  |               |               |               |               |
|  | Hiroki Murase      | Hiroki Murase      |                    |                    |           |           |               | Tombé         |               |               |  |  |               |               |               |               |
|  | Jun Tonsho         | Jun Tonsho         | 10:26              | 10:26              |           |           |               |               |               |               |  |  |               |               |               |               |
|  | Jun Tonsho         | Jun Tonsho         | 10:26              | 10:26              |           |           |               |               |               |               |  |  |               |               |               |               |
|  |                    |                    |                    |                    |           |           |               |               |               |               |  |  |               |               |               |               |

Le 3 septembre 2018, la W-1 rend vacant le championnat Result après la blessure de Jiro Kuroshio,. Un tournoi est organisé le 29 septembre. Les participants sont :
- Tsugutaka Sato[8]
- Hajime[8]
- Ganseki Tanaka[8]
- Ryuki Honda[8]

|  | Demi-finales   | Demi-finales   | Demi-finales   | Demi-finales   |                |                | Finale     | Finale     | Finale | Finale |
|  |                |                |                |                |                |                |            |            |        |        |
|  | Osaka          | Osaka          | Osaka          | Osaka          |                |                | Osaka      | Osaka      | Osaka  | Osaka  |
|  | Ganseki Tanaka | Ganseki Tanaka | Tombé          | Tombé          |                |                | Osaka      | Osaka      | Osaka  | Osaka  |
|  | Ganseki Tanaka | Ganseki Tanaka | Tombé          | Tombé          |                |                | Osaka      | Osaka      | Osaka  | Osaka  |
|  | Ryuki Honda    | Ryuki Honda    | 5:35           | 5:35           |                |                | Osaka      | Osaka      | Osaka  | Osaka  |
|  | Ryuki Honda    | Ryuki Honda    | 5:35           | 5:35           | Ganseki Tanaka | Ganseki Tanaka | Soumission | Soumission |        |        |
|  | Osaka          |                |                |                | Ganseki Tanaka | Ganseki Tanaka | Soumission | Soumission |        |        |
|  |                |                | Tsugutaka Sato | Tsugutaka Sato | 8:23           | 8:23           |            |            |        |        |
|  | Hajime         | Hajime         | Tsugutaka Sato | Tsugutaka Sato | 8:23           | 8:23           | 4:50       | 4:50       |        |        |
|  | Hajime         | Hajime         |                |                |                |                |            | 4:50       |        |        |
|  | Tsugutaka Sato | Tsugutaka Sato | Soumission     | Soumission     |                |                |            |            |        |        |
|  | Tsugutaka Sato | Tsugutaka Sato | Soumission     | Soumission     |                |                |            |            |        |        |

| #  | Champion        | Règnes | Date              | Durée                    | Lieu     | Événement                       | Notes                                                  |
| -- | --------------- | ------ | ----------------- | ------------------------ | -------- | ------------------------------- | ------------------------------------------------------ |
| 1. | Koji Doi        | 1      | 22 février 2017   | 4 mois et 24 jours       | Tokyo    | W-Impact                        | il bat Hiroki Murase pour devenir le premier champion. |
| 2  | Takanori Ito    | 1      | 16 juillet 2017   | 26 jours                 | Osaka    | Tour 2017 Symbol                | [ 10 ]                                                 |
| 3  | Seigo Tachibana | 1      | 11 août 2017      | 22 jours                 | Tokyo    | Flashing Summer                 | [ 11 ]                                                 |
| 4  | Takanori Ito    | 2      | 2 septembre 2017  | 5 mois et 12 jours       | Yokohama | Pro-Wrestling Love in Yokohama  | [ 12 ]                                                 |
| 5  | Jiro Kuroshio   | 1      | 14 février 2018   | 6 mois et 20 jours       | Tokyo    | Tour 2018 W-Impact              | [ 13 ]                                                 |
| -  | Vacant          | 1      | 3 septembre 2018  | 26 jours                 | NC       | NC                              | À la suite d'une blessure de Kuroshio,.                |
| 6  | Ganseki Tanaka  | 1      | 29 septembre 2018 | 1 mois et 19 jours       | Osaka    | Pro Wrestling Love in Osaka     | Il bat Tsugutaka Sato en finale d'un tournoi.          |
| 7  | Kuma Arashi     | 1      | 17 novembre 2018  | 1 an, 4 mois et 15 jours | Chiba    | WRESTLE-1 Tour 2018 Autumn Bout | [ 14 ]                                                 |
| -  | Abandonné       |        | 1er avril 2020    |                          |          |                                 | La W-1 ferme ses portes.                               |